# Peter Littelmann
Peter Littelmann é um matemático alemão, professor da Universidade de Colônia, que trabalha com grupos algébricos e teoria da representação.
Obteve um doutorado em 1988 na Universidade de Basileia, orientado por Hanspeter Kraft, com a tese Beiträge zur Darstellungstheorie halbeinfacher algebraischer Gruppen.
Foi palestrante convidado do Congresso Internacional de Matemáticos em Zurique (1994: The path model of representations).